# Демони (филм из 1985)
Демони (итал. Dèmoni) италијански је хорор филм из 1985. године, од редитеља Ламберта Баве и продуцента Дарија Арђента, са Урбаном Барберинијем и Наташом Хови у главним улогама. Радња прати публику у једном берлинском биоскопу, која се под дејством мистериозне маске претвара у демоне.
Прича је првобитно била замишљена као троделна хорор антологија, налик Три лица страха (1963), која је режирао отац Ламберта Баве, Марио Бава. Дардано Сакети је написао све три приче, а Бава је одабрао једну која му се највише допала и од ње направио дугометражни филм. Арђенто, који је у међувремену постао заинтересован за позицију продуцента, почео је да ради на сценрију са Франком Феринијем. Музику је компоновао Клаудио Симонети, док су поједине песме са саудтрека отпевали Били Ајдол и Мотли кру.
Филм је премијерно приказан 4. октобра 1985, у дистрибуцији продукцијске куће Titanus. Остварио је комерцијални успех у Италији и добио претежно позитивне оцене критичара. Био је номинован за Фантаспоро награду за најбољи филм године. Једна сцена из филма налази се на 53. месту листе 100 најстрашнијих филмских тренутака, која је објављена на ТВ каналу Браво.
Наредне године снимљен је наставак, под насловом Демони 2, који је такође режирао Ламберто Бава у Арђентовој продукцији.

## Радња
У Берлинском метроу мистериозни маскирани човек дели бесплатне карте за премијеру хорор филма у новоотвореном биоскопу Метропол. На изненађење публике, догађаји из филма почињу да се дешавају и у стварности када људи почну да се претварају у демоне под дејством чудне маске.

## Улоге
| Глумац           | Улога                         |
| ---------------- | ----------------------------- |
| Урбано Барберини | Џорџ                          |
| Наташа Хови      | Шерил                         |
| Карл Сини        | Кен                           |
| Паола Коцо       | Кети                          |
| Николета Елми    | Ингрид, разводница у биоскопу |
| Фиоре Арђенто    | Хана                          |
| Герета Ђанкарло  | Розмари                       |
| Микеле Соави     | човек с маском                |
| Боби Родс        | Тони                          |